# Herring Island (Antarktika)
Herring Island ist eine 3 km lange Felseninsel im südlichen Teil des Archipels der Windmill-Inseln vor der Budd-Küste des ostantarktischen Wilkeslands. Sie liegt 1,5 km östlich der Insel Cloyd Island.
Die Insel wurde anhand von Luftaufnahmen der US-amerikanischen Operation Highjump (1946–1947) und Operation Windmill (1947–1948) erstmals kartiert. Das Advisory Committee on Antarctic Names benannte sie 1956 nach Leutnant Charles C. Herring von der United States Navy, Fotograf bei der Operation Windmill.